# (20430) Stout
(20430) Stout est un astéroïde de la ceinture principale.

## Description
(20430) Stout est un astéroïde de la ceinture principale. Il fut découvert le 10 janvier 1999 à Bâton-Rouge par Walter R. Cooney, Jr. et Susannah Lazar. Il présente une orbite caractérisée par un demi-grand axe de 2,65 UA, une excentricité de 0,20 et une inclinaison de 14,8° par rapport à l'écliptique.

## Compléments